# Bananköröda
Bananköröda ou Banankoroda est l'un des quartiers de la ville de Kankan, au nord-est de la république de Guinée.

## Personnalités liées
- Mamadi Doumbouya, lieu de naissance[2].